# Odontohenricia ahearnae
Odontohenricia ahearnae är en sjöstjärneart som beskrevs av Clark och Jewett 20. Odontohenricia ahearnae ingår i släktet Odontohenricia och familjen krullsjöstjärnor. Inga underarter finns listade i Catalogue of Life.